# Alpajés
Alpajés fue una localidad española, situada en el término del actual municipio de Aranjuez, perteneciente a la Comunidad de Madrid.

## Toponimia
El nombre del lugar puede encontrarse escrito con las grafías Alpajés y Alpagés.

## Historia
Hacia mediados del siglo XIX, Alpajés, un despoblado, pertenecía ya por entonces al municipio de Aranjuez. Aparece descrito en el segundo volumen del Diccionario geográfico-estadístico-histórico de España y sus posesiones de Ultramar de Pascual Madoz con las siguientes palabras:

ALPAGES: l. desaparecido en las inmediaciones donde hoy se halla el sitio real de Aranjuez, prov. de Madrid, part. jud. de Chinchon: no puede señalarse la época de su despoblacion; pero consta que la encomienda de Alpagés se compone de la deh. de este nombre con su agostadero que comprende desde las salinas del mismo, lindantes con el térm. de Ontígola, hasta el mojon del cerro que divide la deh. de Aranjuez: dentro de ella se incluye el montecillo y carrascal, toda la calle de la Reina, el jardin del Príncipe y el de la Primavera, la huerta de secano, el criadero de árboles que está mas arriba, las casas de Alpagés, y la igl. parr.; en la visita general que por comision del capitulo de la órden de Santiago celebrado en Tordesillas, hicieron Diego de Vera, comendador de Calzadilla, Pedro de Ludeña, comendador de Aguilarejo, y Pedro Alonso de Estremera, abad de Trianos en 4 de octubre de 1494, se dice, que en el térm. de la encomienda de Alpagés, que confina con Aranjuez, estaba un Villar, que en otro tiempo fue l., y que alli habia unas casas ya caidas, y una torre comenzada á hacer de cal y canto y de altura de tapia y media, que los visitadores anteriores mandaron hacer de los bienes del comendador Mosen Soler, el cual fue intruso, y se le privó de la Encomienda. La igl. de este l. se conservó junto á estas casas hasta fines del siglo XVII, con advocacion de San Márcos Evangelista, y es hoy la ayuda de parr. del sitio (V. Aranjuez) y hallamos que esta igl. fue aneja de Ontigola, cuyo párroco conserva los derechos parr. en Alpagés, como propios de aquel beneficio, y la justicia ordinaria venia con el pueblo en rogativa, el dia de San Márcos, con vara alta de jurisdiccion.
(Madoz, 1845, p. 193)

## Patrimonio
Hay en el lugar una iglesia.